# Élisa Bonaparte
Élisa Bonaparte (celým jménem Maria Anna Elisa Buonaparte, 3. ledna 1777 Ajaccio – 7. srpna 1820 Terst) byla francouzská císařská princezna a sestra Napoleona Bonaparta. Byla kněžnou z Luccy a Piombina (1805-1814), velkovévodkyní toskánskou (1809-1814) a z pověření svého bratra hraběnkou z Compignana.
Byla čtvrtým přeživším dítětem a nejstarší přeživší dcerou Carla Buonaparta a Letizie Ramolino. Byla mladší sestrou Napoleona Bonaparta, měla starší bratry Josefa a Luciena a mladší sourozence Louise, Pavlínu, Caroline a Jeroma.
Jako kněžna z Luccy a Piombina, později velkovévodkyně toskánská, se stala jedinou Napoleonovou sestrou, která měla politickou moc. Jejich vztahy byly někdy napjaté kvůli jejímu ostrému jazyku. Velmi se zajímala o umění, zejména o divadlo, a podporovala je na územích, kterým vládla.

## Raný život
Élisa se narodila v Ajacciu na Korsice. Byla pokřtěna jako Maria-Anna, ale později oficiálně přijala přezdívku „Élisa“ (její bratr Lucien, s nímž si byla v dětství velmi blízká, jí přezdíval Elisa). V červnu 1784 jí stipendium umožnilo navštěvovat školu pro dívky Maison royale de Saint-Louis v Saint-Cyr, kde ji často navštěvoval její bratr Napoleon. Po Francouzské revoluci zákonodárné shromáždění 16. srpna 1792 rozhodlo o uzavření Maisonu, protože zrušilo instituce spojené se šlechtou. Élisa odjela 1. září s Napoleonem zpět do Ajaccia.
Kolem roku 1795 se rodina Bonapartů přestěhovala do Marseille. Tam se Élisa seznámila s Felixem Pasqualem Baciocchim (který později přijal příjmení Levoy). Byl to korsický šlechtic, dříve kapitán královské korzárské armády, ale po vypuknutí Francouzské revoluce byl ze své hodnosti propuštěn.

## Manželství a rodina
Élisa se za Levoye provdala 1. května 1797 při civilním obřadu v Marseille, po němž následoval církevní obřad v Mombellu, kde měl Napoleon vilu. Přestěhoval se tam s rodinou v červnu 1797. Napoleon, znepokojený pověstí Baciocchiho jako špatného kapitána, měl zpočátku výhrady k sestřině volbě manžela. Jejich církevní obřad se konal ve stejný den jako sňatek její sestry Pavlíny s generálem Victorem-Emmanuelem Leclercem.
V červenci byl Baciocchi povýšen na chef de bataillon, který velel citadele v Ajacciu. V roce 1799 se rozvětvená rodina Bonapartů přestěhovala do Paříže. Élisa se usadila na adrese 125 rue de Miromesnil v Quartier du Roule, kde pořádala recepce a hrála divadelní hry.
V době vzniku konzulátu pořádala spolu se svým bratrem Lucienem umělecký a literární salon v Hôtel de Brissac, kde se seznámila s novinářem Louisem de Fontanesem, s nímž ji po několik let pojilo hluboké přátelství. Dne 14. května 1800, po smrti Lucienovy první manželky Kristýny Boyerové, vzala Élisa pod svou ochranu Lucienovy dvě dcery. Nejstarší Šarlotu umístila do internátní školy pro mladé ženy madame Campan v Saint-Germain-en-Laye.
Na začátku listopadu 1800 byl Lucien převelen z funkce ministra vnitra do Madridu jako francouzský velvyslanec u dvora španělského krále. Jako svého tajemníka si vzal manžela Élisy, Félixe Baciocchiho. Élisa zůstala v Paříži, ale udržovala pravidelnou korespondenci se svým bratrem.
Dne 18. května 1804 francouzský senát odhlasoval zřízení prvního francouzského císařství a Élisa a další Napoleonovy sestry byly ustanoveny členy císařské rodiny, přičemž obě přijaly titul císařská Výsost („Altesse impériale“). Felix Baciocchi byl povýšen na brigádního generála a později se stal senátorem.

## Kněžna z Piombina a Luccy

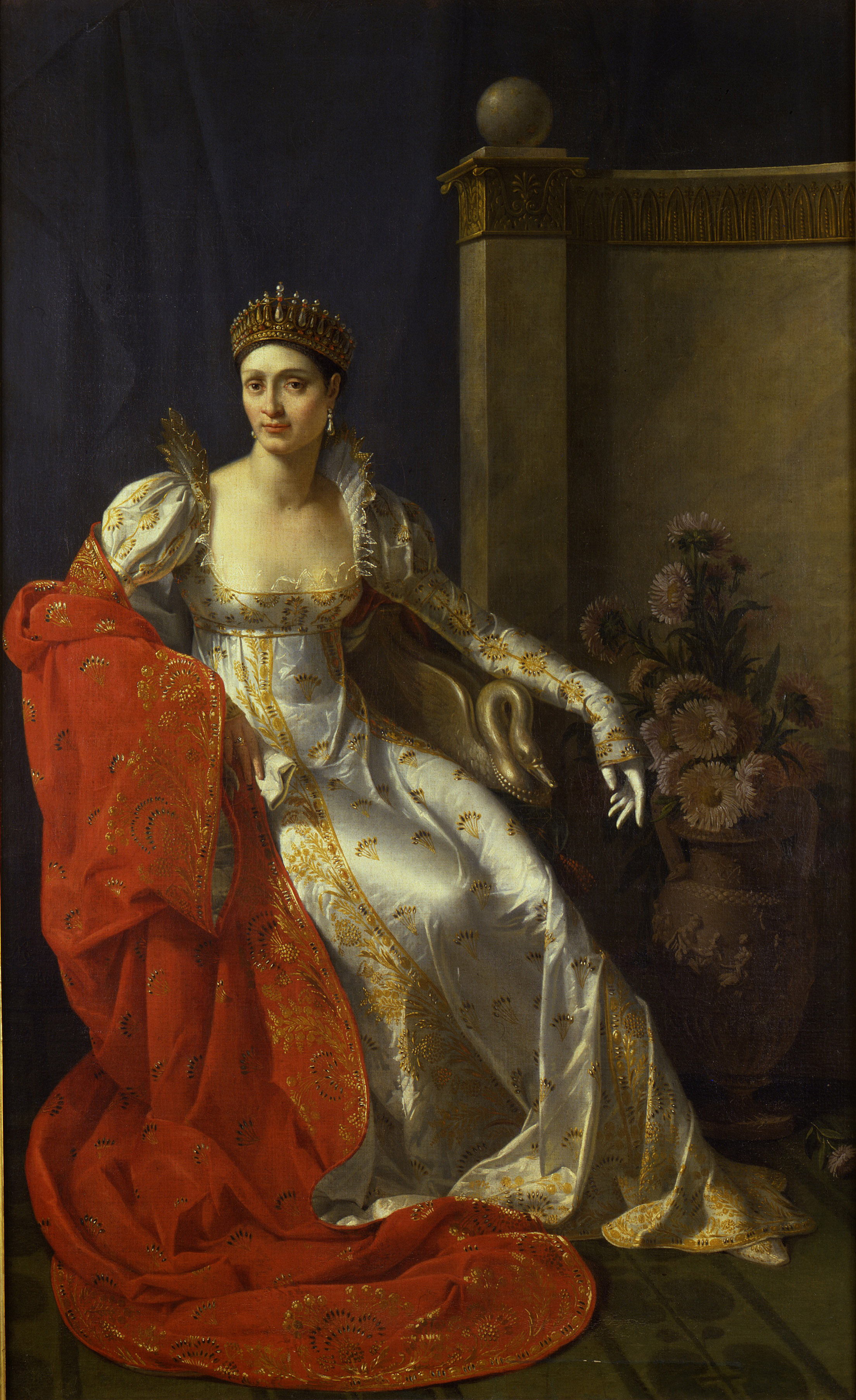
Élisa na portrétu Marie-Guillemine Benoist, c. 1805

Napoleon její rozchod s manželem v roce 1805 vnímal příznivě (i když se k ní po povýšení na kněžnu z Luccy brzy vrátil). Dne 19. března 1805 jí Napoleon udělil knížectví Piombino, které bylo již několik let francouzským majetkem a pro Napoleona mělo velký strategický význam vzhledem k blízkosti Elby a Korsiky. Felix a Élisa přijali titul „kníže a kněžna z Piombina." V červnu 1805 se oligarchická republika Lucca, která byla od konce roku 1799 okupována Francií, stala knížectvím a byla připojena k panství Felixe a Élisy; jejich vstup do Luccy a slavnostní uvedení do úřadu následovaly 14. července 1805.
Napoleon Luccu kvůli její malé rozloze pohrdavě nazýval „trpasličí republikou," přesto však byla oporou politické, náboženské a obchodní nezávislosti. Většinu moci nad Luccou a Piombinem vykonávala Élisa, Félix hrál jen podřadnou roli a spokojil se s vojenským rozhodováním. Obyvatelé Luccy, kteří byli pod francouzskou okupací a s lítostí nesli ztrátu své nezávislosti, znali Élisu ironicky jako „la Madame“ a neměli příliš pochopení pro Napoleona, Élisu ani pro jejich pokusy o „frankizaci“ republiky.
Élisa, která byla velmi aktivní a starala se o správu oblasti, byla v Lucce obklopena ministry, kteří většinou zůstali na svém místě až do konce její vlády. Mezi tyto ministry patřili její ministr spravedlnosti Luigi Matteucci, ministr vnitra a zahraničních věcí Francesco Belluomini (v říjnu 1807 ho nahradil jeho syn Giuseppe), ministři financí Jean-Baptiste Froussard (vedoucí kabinetu) a později Pierre d'Hautmesnil (s portfoliem rozpočtu). Zřídila také dvůr a dvorní etiketu inspirovanou těmi v Tuileriích.
31. března 1806 Napoleon odebral Massu a Carraru Italskému království a připojil je k majetku Élisy. Carrara byla jedním z největších dodavatelů bílého mramoru v Evropě a Élisa posílila svou prestiž založením Académie des Beaux-Arts, která měla hostit největší sochaře a učinit tak z Carrary vývozce mramorových soch, které měly větší hodnotu než surový mramor. Založila také Banque Élisienne, aby poskytovala finanční pomoc sochařům a dělníkům na mramorové daně. Od května 1806 provedla reformu duchovenstva v Lucce a Piombinu, během níž znárodnila jejich majetek a pozemky a zrušila kláštery, které nefungovaly zároveň jako hotely nebo školy. V Lucce rovněž provedla legislativní reformu, přičemž vytvořila zákony inspirované Napoleonovým zákoníkem a vypracovala nový trestní zákoník, který byl vyhlášen v roce 1807 a poprvé reformován v roce 1810.
V roce 1807 založila Výbor veřejné charity pro rozdělování dobročinných fondů, složený z duchovních i laiků, a zavedla také bezplatné lékařské konzultace pro chudé, aby vymýtila nemoci, které tehdy sužovaly obyvatelstvo Luccy. Zbourala piombínskou nemocnici a postavila novou v bývalém klášteře Sant' Anastasia, která byla otevřena v roce 1810, a zřídila také Casa Sanitaria, ošetřovnu v městském přístavu. Dne 5. května 1807 vydala dekret o zřízení „Výboru pro podporu zemědělství, umění a obchodu“, který měl podporovat a financovat vynalézání nových strojů a nových technik, aby se zvýšila zemědělská produkce území a pokusné plantáže, jako například moruše v Masse, kde byla 16. srpna 1808 zřízena École Normale de la Soie (hedvábnická škola).

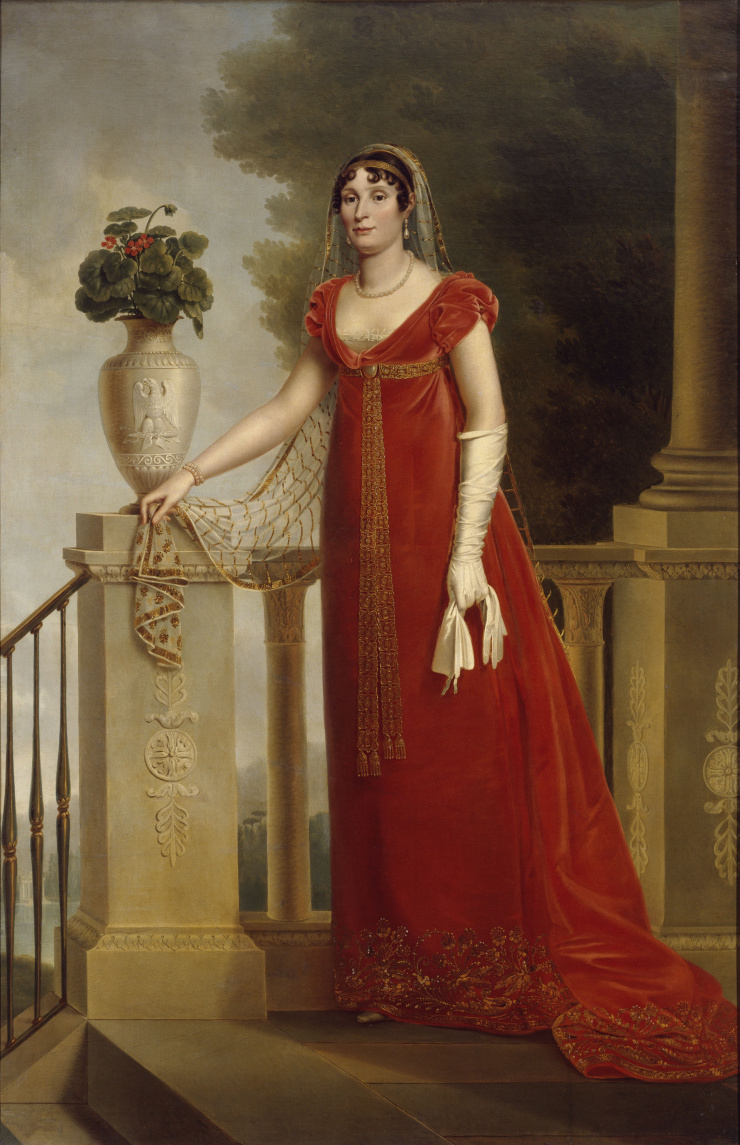
Élisa Bonaparte, c. 1810

Élisa také v Lucce založila mnoho vyučovacích zařízení a v roce 1809 „Direction Générale de l'Instruction Publique“ (Generální ředitelství veřejného školství). Dne 1. prosince 1807 založila „Collège Félix," jedinou chlapeckou střední školu v knížectví. Pro dívky nejprve stanovila učební osnovy pro kláštery, které fungovaly také jako školy, a poté zřídila inspekční orgán, který kontroloval, zda jsou tyto osnovy dodržovány. Výuka dívek ve věku 5-8 let byla povinná, i když zákony nebyly vždy dobře uplatňovány. Dne 2. července 1807 založila Élisa v prostorách bývalého kláštera „Institut Élisa“ pro dívky šlechtického původu, který měl vychovávat vzdělané a kultivované budoucí manželky. Dne 29. července 1812 Élisa založila ústav pro mladé chudé dívky „Congregazione San Felice," který však dlouho nepřežil Élisin pád.
Stejně jako Napoleon i Élisa na svých územích zakládala stavby na zvelebení měst, především za účelem rozšíření knížecích paláců. Tyto práce byly předmětem ostrých sporů, zejména v Lucce, kde si rozšíření knížecích paláců vyžádalo v březnu 1807 demolici kostela San Pietro. V Lucce také srovnala se zemí celý blok, aby mohla před svou městskou rezidencí (nyní sídlo provincie a prefektury) vybudovat náměstí ve francouzském stylu. Součástí tohoto bloku byl i kostel San Paolo s uctívaným obrazem Madony dei miracoli, a tak jeho demolice vážně zasáhla do středověké architektury města a málem vyvolala vzpouru.
V Masse 30. dubna 1807 zbořila katedrálu. Palác v Lucce byl kompletně přestavěn a zahrady upraveny, v roce 1811 zde vznikla botanická zahrada se zvěřincem a voliérou. Zahájila také výstavbu silnic, zejména „cesty Friedland“, která měla spojit Massu a Carraru; práce začaly 15. srpna 1807, ale zpozdily se a byly dokončeny až v roce 1820. Status Luccy jako lázeňského města podpořila také tím, že zlepšila architekturu a výzdobu městských lázní. V roce 1811 zahájila stavbu akvaduktu do Luccy, ale i ten byl dokončen až po jejím pádu.

## Toskánská velkovévodkyně
Dne 21. března 1801 podepsali Lucien Bonaparte a španělský král třetí smlouvu ze San Ildefonso, která Francii vrátila Louisianu a výměnou za ni založila království Etrurie rozdělením Toskánska. Nové království bylo zpočátku svěřeno do správy infantky Marie Luisy a jejího manžela Ludvíka Etrurského, ten se však brzy ukázal jako špatný vládce a brzy nato v roce 1803 zemřel. Napoleon tak 29. října 1807 podepsal se španělským dvorem smlouvu z Fontainebleau. Ta převedla Toskánsko na Francii a v listopadu téhož roku Marie Luisa království opustila. Od 12. května 1808 bylo Toskánsko svěřeno zprostředkujícímu guvernérovi Abdalláhovi Jacquesovi Menouovi, francouzskému vojákovi, který během Napoleonovy invaze do Egypta konvertoval k islámu, ale jeho způsob života a nezájem o záležitosti území přiměly Napoleona, aby ho 5. dubna 1809 odvolal. Élisa se chtěla v roce 1808 stát guvernérkou Toskánska, ale koncem roku onemocněla nemocí, která jí znemožnila účastnit se státních záležitostí. Uzdravila se v únoru 1809. Mezi druhým a třetím březnem téhož roku byl oficiálně vytvořen dekret, kterým bylo zřízeno Toskánské velkovévodství, jeho hlavním městem se stala Florencie a Élisa se stala „velkovévodkyní." Podmínky dekretu však vyžadovaly, aby Élisa prosazovala rozhodnutí Napoleona a jeho ministrů, a upíraly jí pravomoc jakékoli z těchto rozhodnutí měnit. To byl významný rozdíl ve srovnání s relativní samostatností, které se Élisa těšila v Lucce a Piombinu. Dekret také povýšil Felixe do hodnosti général de division.

Portrét s dcerou Elisou, François Gérard, 1811

Elisa byla jedinou ženou, které Napoleon svěřil skutečnou politickou odpovědnost. Politicky aktivní ženy se mu obvykle nelíbily, a i když svou druhou ženu jmenoval v době své nepřítomnosti regentkou, byla tato funkce pouze nominální. Elisa tak byla pro Napoleona v této otázce výjimečným případem. Později o ní prohlásil: „Moje sestra Elisa má mužnou mysl, silnou povahu, ušlechtilé vlastnosti a vynikající inteligenci; statečně snáší nepřízeň osudu.“ 
Dne 2. dubna 1809 přijela Élisa do Florencie, kde byla chladně přijata šlechtou. Její příjezd se časově shodoval se vzpourou proti povinné branné povinnosti, která skončila poté, co byli zavražděni starosta a soudce. Branná povinnost a řada nových daní, které Napoleon uvalil na Toskánsko, byly zdrojem konfliktů v regionu. Stejně jako v Lucce se Élisa pokusila znárodnit majetek duchovních a uzavřela mnoho klášterů.
Pokračovala v mecenášství umění a vědy. V roce 1809 pověřila sochaře Lorenza Bartoliniho vytvořením bust její nejbližší rodiny. V letech 1808 a 1809 jí byly věnovány první dva svazky florentských „Annali del Museo Imperiale di Fisica e Storia Naturale." Hvězdárna tohoto fyzikálního a přírodovědného muzea byla předchůdcem dnešního florentského Osservatorio Astrofisico di Arcetri.
Élisa se později nedobrovolně zapojila do Napoleonova procesu odstranění papeže Pia VII. Pius se postavil proti anexi papežských států císařstvím a odmítl se vzdát své světské moci. Pius pak 10. června 1809 bulou Quum memoranda Napoleona exkomunikoval. V reakci na tuto neústupnost vybral Napoleon generála Étienna Radeta, aby papeže odstranil a odstranil osobnost, která by mohla sjednotit opozici proti císařství a jeho režimu. K odstranění došlo v noci 6. července 1809 a ve dnech následujících po sesazení papeže odcestoval směrem k Savoně. Papež projížděl Florencií, kde ho Élisa osobně nepřivítala a také požádala Pia, aby co nejdříve opustil region, aby se neznelíbil jejímu bratrovi tím, že by byl považován za vítajícího svého nepřítele.
Vztahy Élisy s Napoleonem byly stále napjatější. Napoleon Élisu často odvolával za jakékoli nesrovnalosti při plnění jeho příkazů v Toskánsku. Dne 17. března 1810 přijela Élisa do Paříže na Napoleonův sňatek s Marií Luisou Rakouskou, ale Napoleon využil její návštěvy k tomu, aby si vyžádal zpět platby ze svých dotací na Massu a Carraru. Když se Élisa vrátila do Toskánska, zjistila, že se Napoleon prostřednictvím svých vyslanců stále snaží vymáhat výplatu těchto grantů. Élisa odmítla platit podruhé s odůvodněním, že území má příliš málo prostředků na to, aby mohla zaplatit Napoleonem požadovaných 200 000 lir. Napoleon pohrozil, že Élise zabaví Carraru, a také požadoval, aby Lucca shromáždila muže odvodem. Lucca byla před květnem 1811 tohoto břemene ušetřena a Napoleonovy požadavky oslabily podporu Élisy v Lucce. Élisa se vrátil z Florencie do Luccy a navzdory chladnému přijetí místní komunitou obnovil vilu, která je nyní známá jako Villa Reale di Marlia.

## Pád a vyhnanství

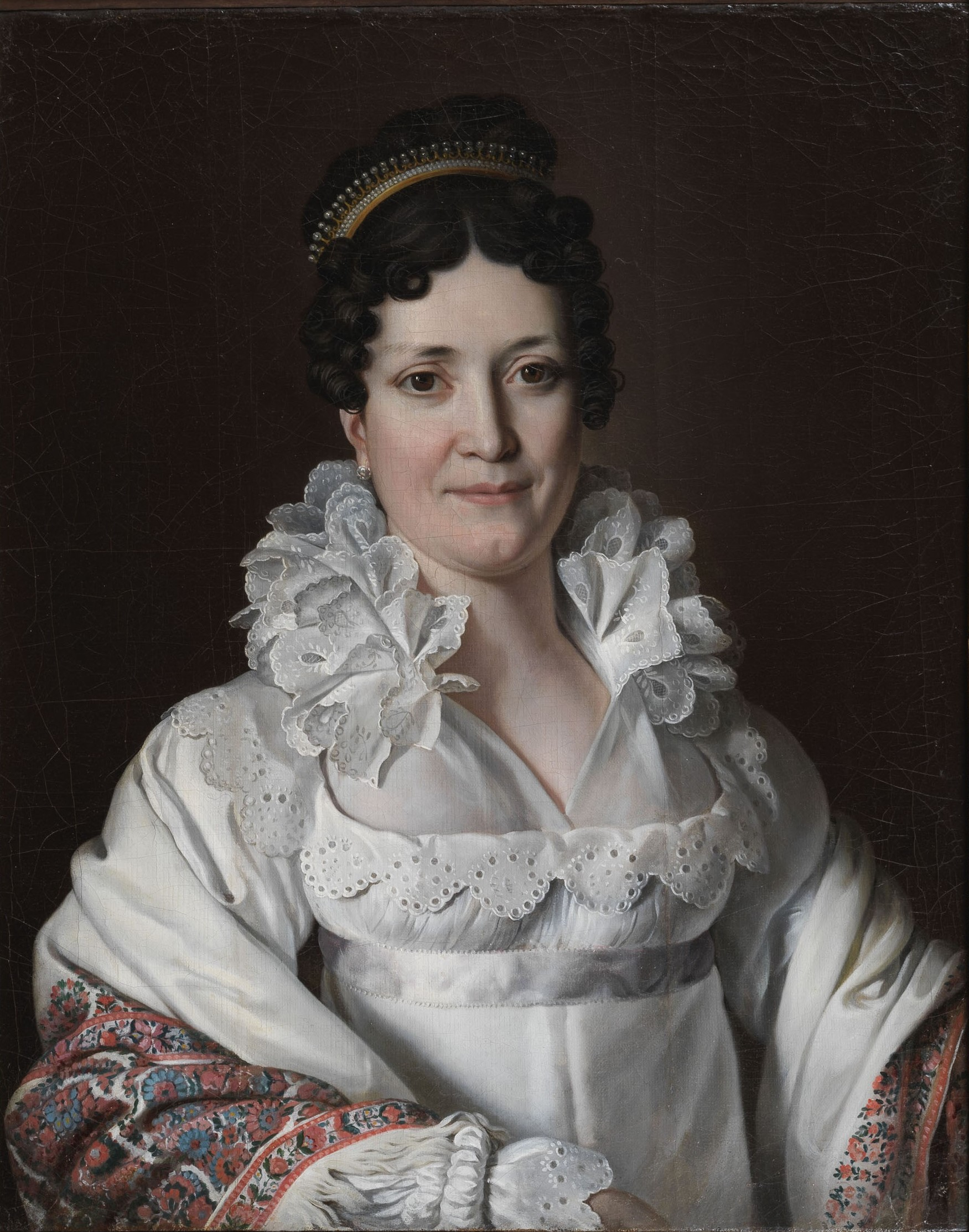
Élisa na portrétu Pietra Benvenutiho, 1814

V roce 1813, kdy Napoleon po svém ruském tažení čelil spojenecké koalici, opustil manžel Caroline Bonapartové, neapolský král Joachim Murat, svého švagra a přidal se na stranu Rakouska, když vedl neapolskou armádu do Říma a v lednu 1814 dorazil do Florencie. Élisa byla nucena opustit Toskánsko a odjet do Luccy. V březnu Neapolští dobyli Massu a Carraru. Anglo-rakouské jednotky pod velením lorda Williama Bentincka brzy poté dobyly Luccu a v noci 13. března 1814 donutily těhotnou Élisu k útěku. Élisa byla donucena abdikovat z funkce toskánské velkovévodkyně ve prospěch restaurace velkovévody Ferdinanda III. Élisa několikrát krátce pobývala v Itálii a ve Francii, zejména hledala podporu v Marseille, aby se mohla vrátit do Itálie jako soukromá osoba. Žádosti bývalé vévodkyně byly zamítnuty, ale díky úsilí svého bratra Jérôma Bonaparta mohla nějakou dobu zůstat v Rakousku, než se přestěhovala do vily Caprara v Terstu.
Napoleon byl 13. dubna 1814 na základě smlouvy z Fontainebleau vypovězen na Elbu a Élisa byla 25. března zatčena a internována v rakouské pevnosti Brünn. Na konci srpna byla propuštěna a byl jí povolen pobyt v Terstu s titulem „hraběnka z Compignana“. Po svém propuštění získala Élisa venkovské sídlo ve Villa Vicentina u Cervignana a financovala několik archeologických vykopávek v regionu. V červnu 1820 onemocněla smrtelnou chorobou, pravděpodobně při vykopávkách, a zemřela 7. srpna ve věku 43 let. Élisa se stala jediným dospělým sourozencem Napoleona Bonaparta, který císaře nepřežil. Byla pohřbena v boloňské bazilice San Petronio.

## Potomci
Se svým manželem měla pět dětí:
- Felix Napoléon Baciocchi (1798–1799).
- Napoléon Baciocchi (1803–1803).
- Elisa Napoléone Baciocchi (1806–1869).
- Jérôme Charles Baciocchi (1810–1811).
- Frédéric Napoléon Baciocchi (1813–1833).

## Zajímavost
Jejím milencem byl mimo jiné slavný houslový virtuos a hudební skladatel Niccolò Paganini. Milostná aféra kněžny Élisy a houslisty Paganiniho se stala námětem také v Československu a posléze v Česku populární operety Paganini od Franze Lehára, poprvé uvedené 30. října 1925 ve Vídni.